# Костым (река)
Костым — река в России, протекает по Кезскому району Удмуртии. Устье реки находится в 37 км по правому берегу реки Лып. Длина реки составляет 29 км, площадь бассейна — 167 км².

## Течение
Исток реки на Верхнекамской возвышенности на границе с Пермским краем в 3 км к северо-востоку от деревни Мысы. Исток находится на водоразделе Вятки и Обвы, рядом с истоком Костыма берёт начало река Лысьва. Генеральное направление течения — юг.
Крупнейший приток — Косогорка (правый). Большая часть течения проходит по ненаселённому холмистому лесу, в верхнем течении река протекает деревню Майоры, в среднем — деревню Шуралуд. Впадает в Лып в 2 км к северо-западу от села Кабалуд. Высота устья — 178,8 м над уровнем моря.

## Данные водного реестра
По данным государственного водного реестра России относится к Камскому бассейновому округу, водохозяйственный участок реки — Чепца от истока до устья, речной подбассейн реки Вятка. Речной бассейн реки — Кама.
Код объекта в государственном водном реестре — 10010300112111100032530.